# Bur-Sin
Bur-Sin (fl. XIX secolo a.C.) è stato un sovrano amorreo dell'età paleo-babilonese.

## Biografia
Bur-Sîn, scritto in cuneiforme d bur d EN.ZU, fu il settimo re della Prima dinastia di Isin. Rimase in carica negli anni che vanno da circa il 1831 a circa il 1811 a. C., secondo la cronologia bassa o da circa il 1895 a circa il 1874 a. C., secondo la cronologia media. Succedette al padre Ur-Ninurta. Regnò per 21 anni, secondo la Lista reale sumerica.
La lista dei re di Ur e Isin, che fu redatta durante il quarto anno del regno di Damiq-ilishu, indica la durata del suo regno, in 22 anni.
Il suo regno fu caratterizzato da continui conflitti, con i re dei territori confinanti, per mantenere l'egemonia sui centri religiosi di Nippur e Ur.
I suoi titoli furono: il pastore che con il suo operato ha gratificato Nippur, il potente allevatore di Ur, colui che ha ripristinato le geometrie di Eridu e  il sacerdote, mes (semidio) di Uruk.
Queste frasi furono utilizzate e impresse da Bur-Sin, su alcuni mattoni ritrovati nelle costruzioni a Nippur e Isin.
Tuttavia sembra improbabile che il suo governo si estendesse a Ur o Eridu in quel periodo. Infatti, le relative iscrizioni sono state ritrovate, esclusivamente, nelle due città del nord e non nella bassa Mesopotamia.
È stata ritrovata una sola tavoletta d'argilla a Ur, che reca la data del suo primo anno di regno, ma è più probabile che questa si riferisse al contemporaneo anno di Abē-sarē, undicesimo re di Larsa, il cui regno su Ur è attestato da numerosi reperti archeologici.
Fu contemporaneo di Abē-sarē circa 1905 a. C. - circa 1894 a. C.) e di Sumuel (circa 1894 a. C. - circa 1865 a. C.), entrambi re di Larsa.
Le vicende di quegli anni sono estremamente confuse.
Dalle indicazioni apposte accanto agli anni dei rispettivi regni, risultano diverse vittorie a favore di Sumuel, che conquistò oltre Akusum e Kazallu, Uruk, che fu tolta al regno di Isin. A queste vittorie, si sommarono le conquiste di Lugaò-Sin, Ka-ida, Sabum, Kish ed il villaggio di Nanna-isa. Tutte queste vittorie portarono ad una pressante avanzata dei re di Larsa verso nord, cui facevano riscontro contromisure da parte di Bur-Sin con una febbrile attività di contenimento, mediante la realizzazione o l'ostruzione di canali.

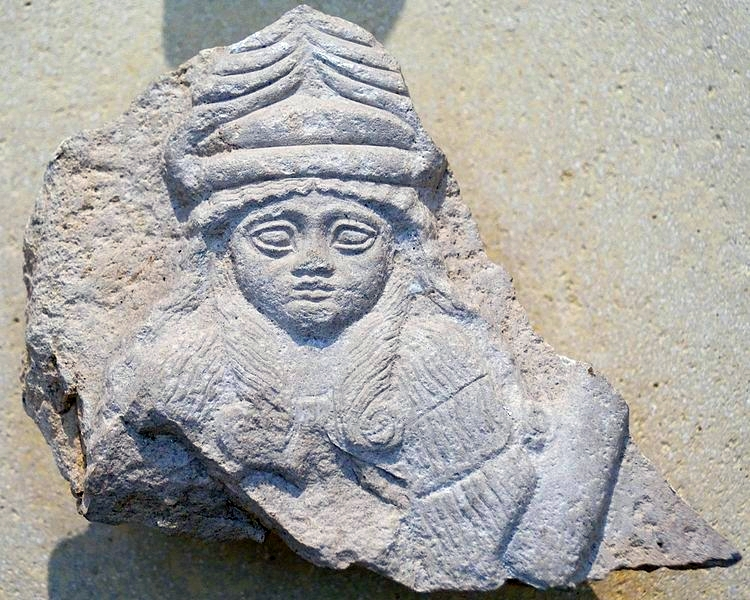
La dea Ninisina

Dei 21 anni di regno di Bur-Sin, sono note solo nove annotazioni accanto ad essi, ma non vi è certezza della loro sequenza.
Sembrerebbe abbia preso il controllo della città Kisurra, per un periodo, forse, di due anni, dopo il ritiro, avvenuto da parte di Sumu-abum, primo re della prima dinastia di Babilonia, che preferì rientrare nella sua città. L'occupazione di Bur-Sin, fu comunque breve, perché in quel periodo, la città sembrerebbe esser stata riconquistata da Sumuel, durante il suo quarto anno di regno.
Nel corso degli altri anni del regno di Bur-Sin, si registra la costruzione di fortificazioni e di canali sulla riva dell'Eufrate.
I pochi reperti archeologici ritrovati, non consentono una puntuale ricostruzione storica delle vicende del tempo, ma fanno comunque intravedere una situazione conflittuale, molto estesa, tra le popolazioni di quei luoghi.
Altri oggetti, riferiti a Bur-Sin, sono rappresentati da una statuetta di agata, tra il rosso e il marrone, dedicata alla dea Inanna, da una piccola piastra, sempre di Agata, fu dedicata dalla sacerdotessa (lukur) Nanaia Ibsa, alla moglie del re e da una piccola figura di cane dedicata, da un certo Enlil-ennan alla dea Ninisina in favore del re.
Inoltre ci sono cinque sigilli e impronte di sigilli di suoi servi e scribi, tre dei quali son stati rinvenuti a Ur, circostanza che suggerirebbe una breve rioccupazione di questo territorio, durante gli ultimi anni del suo regno e l'inizio di quello del suo successore, ad Ur, Sumu-el, sebbene questa circostanza non sia supportata da alcun testo nei corrispondenti anni del monarca di Larsa.

## Reperti archeologici
1. ↑  Sumerian King List extant in 16 copies, Scheda Archiviato il 30 luglio 2016 in Internet Archive. su livius.org.
2. ↑  Ur-Isin king list MS 1686.
3. ↑  Per esempio, il mattone CBS 8642 proveniente da Nippur and il mattone IM 76546 proveniente da Isin.
4. ↑  Formerly in collection of Frau G. Strauss.
5. ↑  LB 2120 in the Lagre Böhl collection.

## Iscrizioni cuneiformi
1. ↑  Nam-ti dburd- EN.ZU lugal.ki-en-gi-ki-uri ki –ág-d-in[anna] ù d na-na-a-[š è]
2. ↑  lukur-ki-ág-kaskal-la-ka-né